# 戸次町
戸次町（へつぎまち）は、大分県大分郡にあった町。現在の大分市の一部にあたる。

## 地理
大野川の流域に位置していた。

## 歴史
- 1889年（明治22年）4月1日、町村制の施行により、大分郡中戸次村、上戸次村、下戸次村が合併して村制施行し、戸次村が発足[1][2]。旧村名を継承した中戸次、上戸次、下戸次の3大字を編成[2]。
- 1921年（大正10年）1月1日、町制施行し戸次町となる[1][2]。
- 1954年（昭和29年）3月31日、大分郡判田村、竹中村、吉野村と合併し大南町を新設して廃止された[1][2]。

### 地名の由来
古代、中世の戸次荘にちなむ。

## 産業
- 農業